# 謝孟恭
謝孟恭（1992年6月6日—）是臺灣的Podcaster、證券投資人、創投人，肖楠資本股份有限公司董事長。2020年2月起開設並主持Podcast節目《Gooaye 股癌》，談論投資理財與股市分析，外號「主委」。

## 經歷
謝孟恭表示自己從小就非常想賺錢，在輔仁大學法律學系畢業後，便開始找薪水最高的工作，並因此選擇受訓、進入威航航空公司成為培訓機師，只因為結訓後變成國際線航班副機長月薪將高達新台幣20萬元。但在簽了25年的約後，他被迫簽下自願離職書，之後威航便歇業。後來謝孟恭開始從事其他工作，並耗資新台幣40餘萬元，試圖經營YouTube頻道，還曾因此請教謝金河，但節目僅製作五集便草草收尾。
2019年起，謝孟恭和友人共同經營Facebook粉絲專頁「股癌 Gooaye」，分享股市投資經驗，由於僅是寫文章，受到的關注不多。
2020年2月28日，謝孟恭與配偶Liza從義大利返回台灣後開始出現咳嗽症狀，他以為自己得到嚴重特殊傳染性肺炎。在家自主隔離期間，他開始錄製Podcast，推出節目《Gooaye 股癌》，分享自己的投資觀察，自此開始走紅。《Gooaye 股癌》播出不到一個月便有廣告贊助，每週錄製2集（目前為週三、六更新）。至2020年8月時，該月每集平均播放次數超過40萬次。
2021年4月20日，謝孟恭推出第一本書《灰階思考》，由天下文化出版，謝孟恭表示此作品的目標讀者為股市投資的新手。書名的涵義為世界不是非黑即白，在黑與白之間有無限大的灰階，而面對變化無窮的人生，應跳脫非黑即白的思維，推出後單月內銷量超過一萬本，且在新北市立圖書館的館藏13本，每本預約排隊人數都爆滿。同年12月，Spotify公布台灣2021年度排行榜，《Gooaye 股癌》是2021年台灣最受歡迎的Podcast節目，而在最受歡迎的單集節目的排行榜中，《Gooaye 股癌》包辦了前十名。
2022年12月1日，Spotify揭曉台灣2022年度排行榜，《Gooaye 股癌》繼續蟬聯2022年台灣最受歡迎的Podcast節目。
2025年8月，媒體報導嘖嘖參與謝孟恭發起的遊戲創投公司「肖楠資本」，強強聯手投資台灣原創遊戲。首波投資已簽約四個團隊，包含杯狗遊戲和本氣遊戲。肖楠資本聚焦早期投資，目標 2026 年底管理資產達 3 億新台幣，並與 GameWorks 合作，盼打造蓬勃的台灣遊戲產業。